# ميدلي (موسيقى)
في الموسيقى، الميدلي (بالإنجليزية: Medley)‏ هي عبارة عن قطعة مكونة من أجزاء من مقطوعات موجودة، عادة ما تكون ثلاثة، يتم عزفها واحدة تلو الأخرى، وأحيانًا متداخلة. إنها شائعة في الموسيقى الشعبية، ومعظم الأغاني الموسيقية عبارة عن أغانٍ وليست آلات موسيقية. يُطلق على مجموعة الميدلي وهي سلسلة للنسخة المغايرة للأغنية الأصلية اسم ميجاميكس، وغالبًا ما يتم إجراؤها باستخدام مسارات لفنان واحد، أو للأغاني الشعبية من عام معين أو نوع معين. نسخة الغلاف التي تجمع بين عناصر من أغانٍ متعددة موجودة مسبقًا عبارة عن غلاف مختلط.
المزيج هو أكثر أشكال العرض شيوعًا للإنتاج المسرحي الموسيقي.
في الموسيقى اللاتينية، تُعرف الألواح الموسيقية باسم مجففات أو فسيفساء. تم نشر هذا الأخير من قبل فنانين مثل روبرتو فاز وبيلو فروميتا، ويتكون في الغالب من بوليرو، وغواراشاس، وميرينغي أو كونغاس.

## وصلات خارجية
- COVER.INFO – قاعدة بيانات كبيرة لإصدارات الغلاف، والنغمات، والعينات والاقتباسات الموسيقية الأخرى (بالإنجليزية)